# Paul Eymard
Paul Eymard, né le 5 janvier 2008  en France, est un footballeur français qui évolue au poste de milieu central à l'AS Saint-Étienne.

## Biographie

### En club
Paul Eymard joue notamment au Le Puy Football avant de rejoindre l'AS Saint-Étienne.

### En sélection
Il représente notamment l'équipe des moins de 17 ans, étant pour la première fois appelé avec cette sélection en octobre 2024. Le 19 mars 2025 il se fait remarquer en étant l'auteur d'un doublé contre la Finlande, permettant à son équipe de s'imposer (4-0 score final).
Il est convoqué avec cette équipe pour participer au Championnat d'Europe des moins de 17 ans qui a lieu en mai et juin 2025,. La France atteint la finale de la compétition après sa victoire face à la Belgique (3-2).

## Palmarès
France -17 ans
- Championnat d'Europe
  - Finaliste en 2025.